# Женское молозиво

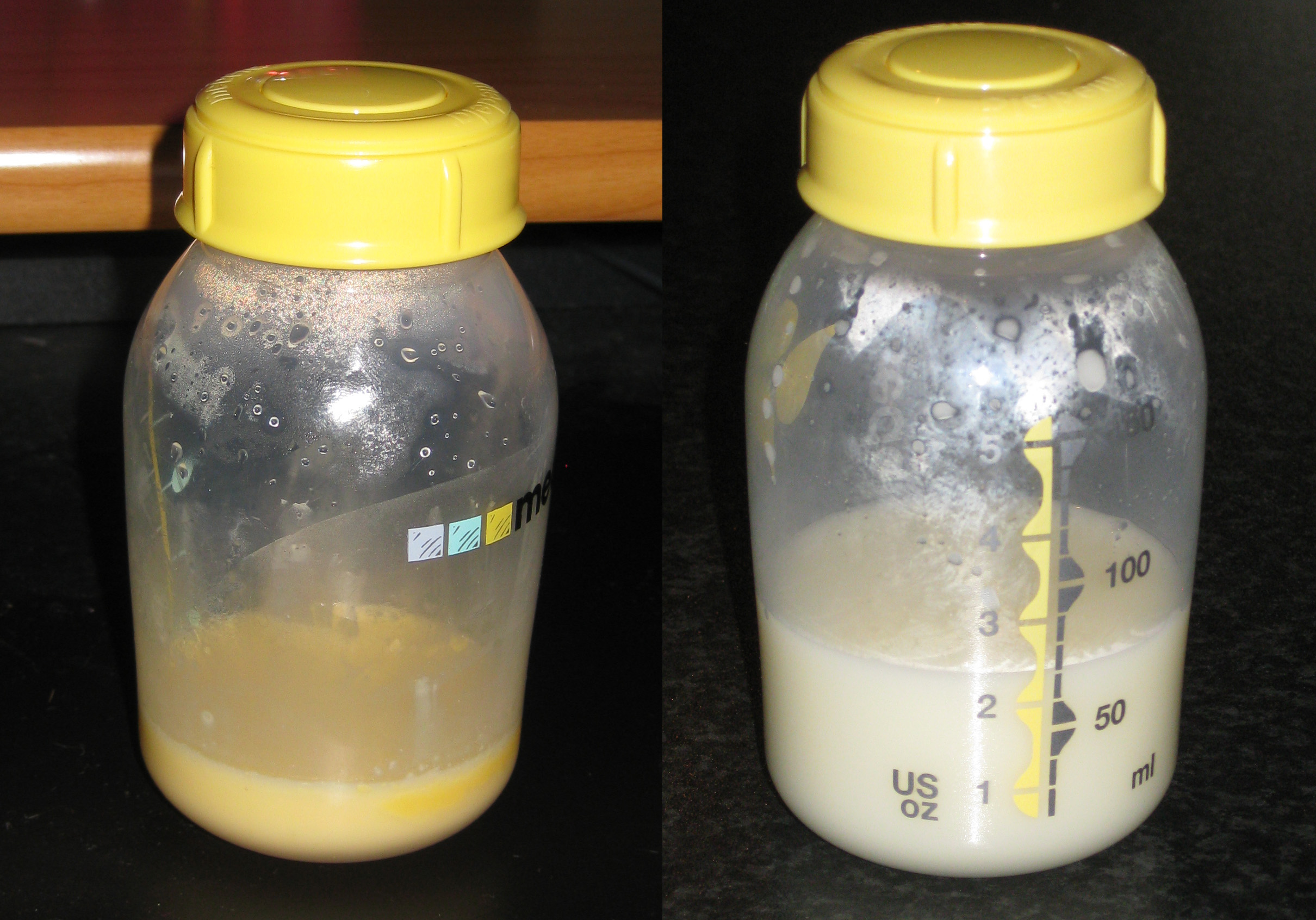
Слева первое молоко человека, сцеженное на 4-й день лактации, а справа грудное молоко сцеженное на 8-й день. Молозиво придает молоку жёлтый оттенок.

Женское молозиво — секрет молочных желёз, образующийся в последние дни беременности и в первые 3-5 дней после родов, после чего сменяется переходным молоком, а затем и зрелым. Молозиво представляет собой желтоватую, густую, вязкую жидкость с солоноватым вкусом и специфическим запахом. Молозиво сильно отличается по физико-химическим свойствам от молока и по своему составу молозиво ближе к крови, чем к молоку, являясь важной промежуточной формой при переходе от парентерального питания плода к питанию женским молоком.
В случае детоубийства следы молозива могут иметь важное значение для расследования.

## Питательные вещества молозива
Молозиво имеет бо́льшую энергетическую ценность, чем молоко, и содержит мало жидкости, что защищает от перегрузки незрелые почки новорождённого. Плотность питательных веществ в молозиве в несколько раз выше, чем в зрелом молоке. Молозиво имеет слабительные свойства и помогает ребёнку легко избавиться от первородного тёмного стула — мекония. Молозиво предотвращает также появление у ребёнка физиологической желтухи.
В нём содержится больше легкоусваиваемых белков (главным образом альбуминов и глобулинов) при малом содержании казеина, несколько меньше легко усваивающихся эмульгированных жиров и лактозы. В молозиве выше содержание природных антиоксидантов (витамина А,Е, бета-каротина, цинка, селена). Полагают, что это является защитой от «кислородного стресса» новорождённого, который может вести к неконтролируемому усилению свободнорадикальных процессов так же, как пониженное содержание жиров. В дополнение к антиоксидантным свойствам витамины А и Е стимулируют развитие иммунитета у новорождённого.

## Иммунные факторы молозива
В молозиве выше содержание защитных иммунных факторов, которые обеспечивают новорождённому пассивный иммунитет: иммуноглобулина А, лактоферрина, живых лейкоцитов-макрофагов, нейтрофилов, лимфоцитов. Факторы иммунной защиты не перевариваются и не усваиваются, но остаются в желудочно-кишечном тракте, где они способны бороться с чужеродными агентами. Они покрывают незрелую поверхность кишечника, защищая его таким образом от бактерий, вирусов, паразитов.
Содержание Т-лимфоцитов в молозиве кормящих матерей значительно выше, чем обычно в крови. Лейкоциты способны вырабатывать интерферон, обеспечивая противовирусную защиту. Олигосахариды и полисахариды препятствуют прикреплению многих бактерий к слизистым оболочкам. Лактоферрин, помогая всасыванию железа через стенки кишечника, устраняет избыток ионов железа, которые необходимы многим патогенным микроорганизмам для своего развития. Пероксидазные ферменты молозива окисляют болезнетворные микроорганизмы.
Исследования подтверждают эффективность молозива против бактерий: кишечной палочки, стрептококка, клостридии, холерного вибриона, сальмонеллы, возбудителя дизентерии, бордетеллы и вирусов: ротавируса, респираторно-синцитиального вируса (RSV), вируса Коксаки, вирусы полиомиелита, энтеровирусов, вируса гемагглютинирующего энцефалита, вируса простого герпеса, а также грибков Candida.

## Факторы роста молозива
Молозиво также богато факторами роста, стимулирующими развитие желудочно-кишечного тракта новорождённого. Благодаря гормонам и пептидам, стимулирующим рост, таким как инсулину, кортизолу, эпидермальному фактору роста (EGF) и инсулинподобному фактору роста I (IGF-I), в большом количестве находящимся в молозиве матери, в кишечнике происходит значительная модификация эпителия. Клетки эпителия тонкой кишки утрачивают способность усваивать макромолекулы, что предотвращает абсорбцию непереваренного белка. У ненакормленного молозивом или только напоенного водой новорождённого изменения в пищеварительном тракте незначительны. Факторы роста молозива стимулируют синтез молекул ДНК и обеспечивают более интенсивный рост и развитие ребёнка.